# Cruceni (okręg Arad)
Cruceni – wieś w Rumunii, w okręgu Arad, w gminie Șagu. W 2011 roku liczyła 575 mieszkańców. 